# 398 v. Chr.
Portal Geschichte | Portal Biografien | Aktuelle Ereignisse | Jahreskalender | Tagesartikel

◄ |
5. Jahrhundert v. Chr. |
4. Jahrhundert v. Chr. |
3. Jahrhundert v. Chr. |
►

◄ | 410er v. Chr. | 400er v. Chr. | 390er v. Chr. | 380er v. Chr. |
370er v. Chr. |
►

◄◄ | ◄ | 401 v. Chr. | 400 v. Chr. | 399 v. Chr. | 398 v. Chr. |
397 v. Chr. |
396 v. Chr. |
395 v. Chr. |
► |
►►

## Ereignisse

### Politik und Weltgeschehen
- Lucius Valerius Potitus, Marcus Valerius Lactucinus Maximus, Marcus Furius Camillus, Lucius Furius Medullinus, Quintus Servilius Fidenas und Quintus Sulpicius Camerinus Cornutus werden römische Konsulartribunen.
- Während eines kurzen Waffenstillstands im spartanisch-persischen Krieg zieht der spartanische Feldherr Derkyllidas gegen die Thraker. Um die Halbinsel Chersonesos vor weitere Angriffe der Thraker zu schützen, bauen Derkyllidas Truppen eine Verteidigungsmauer.[1]

### Wissenschaft und Technik
- Im babylonischen Kalender fällt der Jahresbeginn des 1. Nisannu auf den 30.–31. März[2], der Vollmond im Nisannu auf den 11.–12. April[2] und der 1. Tašritu auf den 22.–23. September[2].[3]

## Geboren
- Antipatros, makedonischer Feldherr und Reichsverweser Alexander des Großen († 319 v. Chr.)